# 平定堡镇
平定堡镇，是中华人民共和国河北省张家口沽源县下辖的一个乡镇级行政单位。

## 行政区划
平定堡镇下辖以下地区：
西围子村、南村、北村、河东村、口道营村、卡路村、双井子村、四人洼村、四喇嘛营村、库伦淖村、梁西村、马坊子村、二道渠村、西胡同村、元宝山村、东坊子村、同兴泉村、常铁炉村、南沟村、双脑包村、温铁炉村、菜园村、水泉沟村、学堂村、官厂村、南营村和义合城村。